# Revue de Botanique, Bulletin Mensuel
Revue de Botanique, Bulletin Mensuel (abreviado Rev. Bot. Bull. Mens.) fue una revista con ilustraciones y descripciones botánicas que fue editada por la Société Botanique de France. Se publicaron 13 números desde el año 1882 hasta 1895.